# Abwehr
 (janvier 2024).

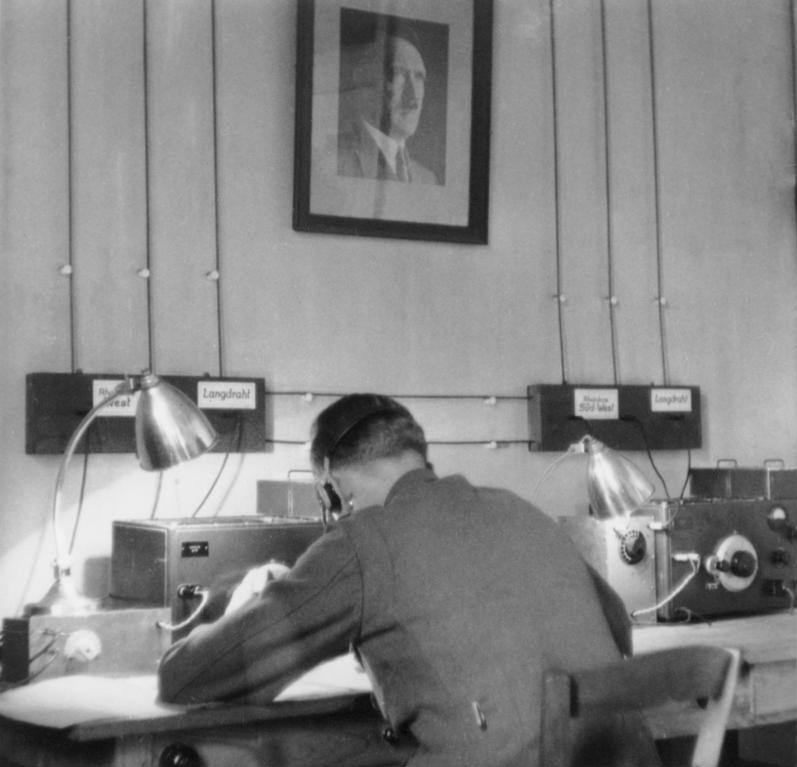
Une radio de l'Abwehr.

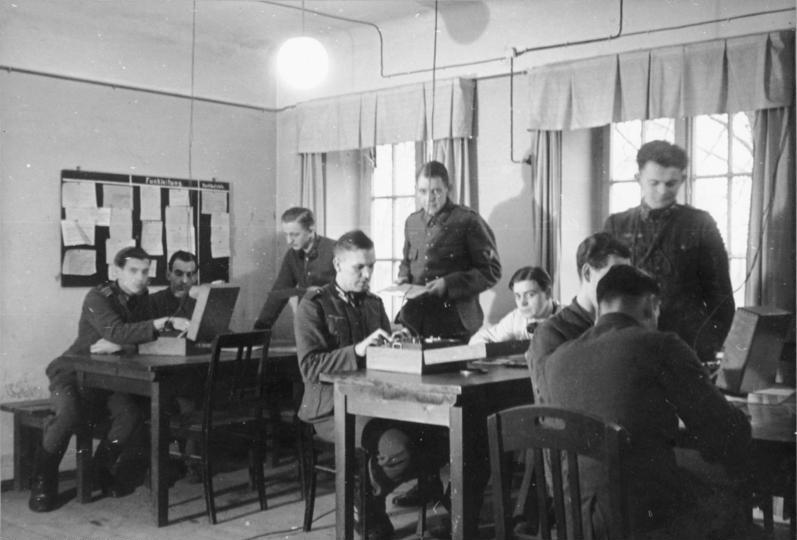
Chiffrement à l'Abwehr et machine Enigma.

L’Abwehr, mot allemand signifiant « défense », est une ancienne organisation de l'armée allemande qui a servi les intérêts de la puissance germanique de 1920 à 1945. Succédant au Service III b, l'Abwehr était le service de renseignement de l'état-major allemand.

## Histoire

### Les débuts
À la suite de la dissolution en 1919 du Abteilung III b, le major Friedrich Gempp, ancien adjoint de Walter Nicolai, reçu l’ordre de créer un Abwehrgruppe dans le cadre de la Reichswehr provisoire. Elle comprend à l'époque une section de reconnaissance, une section de chiffrage et d'écoutes radio, ainsi qu'une section de contre-espionnage.
La section de renseignement de la Reichsmarine est intégrée à l'Abwehr en 1928.
Le 7 juin 1932, un marin prend la tête du bureau : le capitaine de vaisseau Conrad Patzig (de). Le poste n'est pas jugé très important, à l'époque, et peut donc être confié à un militaire sans trop d'ambition.
Assez rapidement, après l'arrivée des nazis au pouvoir en janvier 1933,  l’Abwehr entre en conflit avec la hiérarchie des SS, représentée par son chef suprême, le Reichsführer SS Himmler et son adjoint, le général SS Heydrich, notamment parce que l'Abwehr organise des vols de reconnaissance en avion en territoire polonais et que les services d'espionnage de la SS craignent que cela n'éveille la méfiance des Polonais. En juin 1935, le capitaine de vaisseau Patzig est évince de son poste et est muté sur le cuirassé Graf Spee.

### 1935: arrivée de Canaris
L'amiral Wilhelm Canaris est nommé à la tête de l’Abwehr en janvier 1935. Averti par son prédécesseur de la volonté de la SS de prendre le contrôle de l'Abwehr, Canaris pense pouvoir s'opposer à ces vues. Il devra cependant continuellement affronter l'antagonisme de la SS. Une illustration de ce conflit plus ou moins larvé est le vol des documents de l'Abwehr relatifs à la collaboration germano-soviétique (notamment lors des purges de Staline) par la SS, en 1937. Toute trace de ces vols est effacée à la suite d'un incendie.

### 1938: réorganisation
Canaris remanie le service en trois divisions :
1. La division centrale, ou département Z (Abteilung Z  en allemand) qui chapeaute les deux autres, a la main sur les finances, le personnel et est dirigée par Hans Oster ;
2. La division extérieure (Amtsgruppe Ausland en allemand) est dirigée par Leopold Bürkner (en) et regroupe plusieurs fonctions :
  - les relations avec l'OKW et les services généraux de l'Etat allemand  ;
  - la coordination avec les autres ministères, affaires étrangères ;
  - l'évaluation des données venant de l'étranger comme la presse, les émissions radio et les documents interceptés.
3. Abwehr I, II et III, regroupées sous le terme de contre-espionnage, chargées de la collecte et de l'évaluation de données :
  - I depuis l'étranger, commandé par le Colonel Hans Piekenbrock,
  - II le sabotage, commandé par le Colonel Erwin von Lahousen,
  - III contre-espionnage sur le sol allemand, planification de faux documents, pénétration des services étrangers, enquête sur les actes de sabotage, commandée par le Colonel Franz Eccard von Bentivegni (de).

Chaque district militaire du Reich, Wehrkreis, ici appelée Ast ou encore Abwehrstelle avait sa déclinaison locale des sections I à III. Le commandant local était un officier d'une des trois armes et avait une certaine latitude pour recruter des agents locaux.
La qualité du recrutement a souvent laissé à désirer, d'où de nombreuses déconvenues lors de missions.

### 1939-1943
Dans les pays occupés, l’Abwehr dispose d'antennes pour y mener la lutte contre les Résistants. En France, l'organisation occupait l'Hôtel Lutetia à Paris.
Dans les pays neutres, les agents de l’Abwehr se cachent sous la couverture d'attachés d'ambassade ou de personnels de mission commerciale. Ces postes étaient appelés Organisation de guerre ("Kriegsorganisationen" ou "KO's" en allemand).
Canaris prend grand soin à choisir des chefs et du personnel proche qui soient anti-nazis. Le seul à être retourné par la Sipo-SD est Rudolf Bamler. À partir de 1943, plusieurs de ses membres, y compris Wilhelm Canaris lui-même, commencent à participer à la résistance allemande, ils sont connus sous le nom du complot Orchestre noir (Die Schwarze Kapelle).
Parmi les opérations menées par l’Abwehr, citons : l'opération Pôle nord ou l'opération Tannenbaum, l'opération Felix, l'opération Pastorius.
Canaris utilise des Juifs dans son équipe, leur fournissant des passeports, ce qui permet d'en sauver de la Shoah. Cette action fut reconnue après-guerre.
L'efficacité de l'Abwehr est amoindrie par les tensions continuelles avec la SS, qui soupçonne (à juste titre) certains membres de l'Abwehr de comploter contre Hitler. Certains agents sont des antinazis, comme Erich Vermehren et sa femme la comtesse Elizabeth von Plettenberg, stationnés à Istanbul et qui, menacés d'être démasqués par la Gestapo, passent aux Britanniques. L'amiral Canaris lui-même remettait de fausses informations au pouvoir nazi.

### 1944
En février 1944, l’amiral Canaris, accusé de défaitisme, est limogé et il est nommé à la tête d'une coquille vide, le Bureau de la Guerre Commerciale et Économique. 
Le RSHA prend le contrôle complet de l’Abwehr et de ses agents à l'étranger. Après le complot du 20 juillet 1944 contre Adolf Hitler, Canaris est arrêté.
L'Abwehr est, dès février 1944, dirigé par un officier général de la SS (SS-Brigadeführer und Generalmajor der Polizei Walter Schellenberg) et la structure qui était militaire est alors incluse comme un bureau de renseignement consacré à l'étranger, au sein de l'office central de la Sécurité de l'Empire (RSHA- Amt VI SD Ausland) et, ce jusqu'à la fin du second conflit mondial. .  

### 1945
Canaris sera pendu en avril 1945 au camp de Flossenbürg. Dix jours plus tard, ce camp est libéré par les troupes alliées.

## Chefs
Les chefs de service de 1914 à 1920 ne sont pas connus. 
- 1920-1927 : Oberstleutnant Friedrich Gempp
- 1927-1929 : Oberstleutnant Günter Schwantes
- 1930 - 7 juin 1932 : Oberstleutnant Ferdinand von Bredow
- 7 juin 1932 - 31 décembre 1934 : Kapitän zur See Konrad Patzig
- 1er janvier 1935 - février 1944 : Konteradmiral Wilhelm Canaris
- février 1944 - mai 1945 : SS-Brigadeführer und Generalmajor der Polizei Walter Schellenberg

## Organes de l'Abwehr
- Geheime Feldpolizei ou GFP : il s'agit de l’organe opérationnel de l’Abwehr spécialisé dans la lutte contre la Résistance intérieure et extérieure. C'était une police secrète à statut militaire (à ne pas confondre avec la Feldgendarmerie, police militaire, ou avec le Sipo-SD, dont faisait partie la Gestapo).

## Dans les arts et la culture populaire

### Littérature

#### Roman
Dan Simmons a écrit Les Forbans de Cuba, basé sur des faits et personnages historiques, relatant la rivalité entre le SD et l'Abwehr.
Pierre Assouline a écrit historique intitulé Lutétia dans lequel le fameux hôtel parisien devient le siège de l'Abwehr durant la Seconde Guerre Mondiale.
L'Abwehr apparaît dans Le maître du haut château de Philip K. Dick. Le roman est une uchronie centrée sur un univers parallèle dans lequel les nazis ont gagné la guerre en 1945. Dans le roman, l'Abwehr est toujours dirigée par Canaris et le conflit de l'organisation avec le S.D. (qui est un organisme dépendant de la SS) influe une partie de l'intrigue. Un des membres de l'Abwehr est en effet envoyé à San Francisco (contrôlé par le Japon) et y est ensuite traqué par l'ambassadeur d'Allemagne ainsi que le chef de la S.D.